# Saint Andrew (Grenada)
Saint Andrew jest największą parafią Grenady. Jej stolicą jest Grenville.